# Krivoglavice
Krivoglavice este o localitate din comuna Metlika, Slovenia, cu o populație de 60 de locuitori.